# ناتالی گوتز
ناتالی گوتز (انگلیسی: Nathalie Götz؛ زادهٔ ۷ نوامبر ۱۹۸۷) بازیکن فوتبال اهل آلمان است.
از باشگاه‌هایی که در آن بازی کرده‌است می‌توان به باشگاه فوتبال اف‌سی‌آر ۲۰۰۱ دویسبورگ و باشگاه فوتبال بوخوم اشاره کرد.